# Protestas en Albania de 2019
Las protestas en Albania de 2019 fueron manifestaciones masivas y protestas violentas lideradas por la oposición, que organizaron manifestaciones masivas en Albania entre febrero y junio, pidiendo la cancelación de las elecciones locales de 2019, nuevas elecciones, la renuncia del primer ministro Edi Rama y todo su gabinete y la instalación de un nuevo gobierno tecnócrata.

## Antecedentes
Albania ha estado plagada de disturbios civiles desde las protestas de 2011 y las protestas de 2017. Estallaron protestas masivas después de las acusaciones de que el primer ministro Edi Rama tenía la mayoría de sus votos amañados, la corrupción y el crimen organizado en el gobierno desencadenaron acciones de protesta casi a diario. Después de las filtraciones, miles salieron a las calles y ondearon la bandera albanesa y carteles denunciando a Rama.

## Eventos
A pesar de la fuerte presencia policial y la brutalidad durante los levantamientos anteriores, cientos de miles de manifestantes se manifestaron y pidieron la dimisión del gobierno en Tirana. Los manifestantes atacaron la residencia del primer ministro y fueron reprimidos con gases lacrimógenos. Los manifestantes de la oposición se enfrentaron con la policía antidisturbios durante los siguientes días de protestas callejeras contra el gobierno. Los disturbios jugaron un papel importante durante el movimiento, ya que la violencia había estallado durante las marchas semanales. Marchas, mítines, piquetes, disturbios y huelgas generales se habrían convertido en un conflicto, pero se las arregló para evitarlo. En marzo estallaron violentas protestas y mítines de oposición.
Las protestas en todo el país se tornaron violentas cuando la policía reprimió a los manifestantes que lanzaban piedras y que intentaban despojar al parlamento y exigían reformas democráticas y mejores condiciones, pidiendo y cantando la renuncia del gobierno de Edi Rama y nuevas elecciones. Sin embargo, se produjeron episodios de manifestaciones no violentas en Tirana, donde miles y luego decenas de miles de manifestantes participaron en protestas no violentas, con escasa presencia policial. Los saqueos, las huelgas laborales y las protestas pacíficas se convirtieron en un movimiento de protesta nacional sin precedentes y las protestas se hicieron cada vez más populares.
Sin embargo, las protestas generalizadas y las manifestaciones populares se volvieron violentas nuevamente cuando los manifestantes usaron piedras, pancartas, proyectiles, puertas, y las protestas laborales instaron al gobierno a renunciar en Shkodra y el vandalismo fue en aumento. Símbolos y cadenas humanas se vincularon como una forma de no violencia, sin embargo, se disolvían con cañones de agua. A finales de mayo y junio, se produjeron protestas violentas durante el caos político y los mítines, las marchas se convirtieron en protestas cada vez más violentas caracterizadas por la represión y la violencia. La policía y el ejército dispararon gases lacrimógenos, balas de goma y cañones de agua en cada protesta pidiendo la dimisión del gobierno. Multitudes con luces telefónicas y velas marcharon en las calles del centro de Tirana durante la primera semana de julio, la última semana de acciones de protesta en 2019.
Las protestas controvertidas y los manifestantes que pedían la dimisión del gobierno iban en aumento, mientras que la oposición coreaba consignas de expulsión. En julio, las protestas populares terminaron con violencia y enfrentamientos. Las batallas callejeras ocurrieron cuando los manifestantes arrojaron bombas de gasolina y ladrillos rotos a la policía, que respondió con gases lacrimógenos, cañones de agua, granadas paralizantes, balas de goma y granadas de destello. Los manifestantes lanzaron botellas y flamearon consignas durante las refriegas. Una de las principales demandas del manifestante fueron nuevas elecciones y la cancelación de las elecciones locales de 2019, las elecciones estaban programadas para el 30 de junio pero fueron anuladas y canceladas.